# HMS Rothesay (F107)
La HMS Rothesay (F107) de la Royal Navy fue la cabeza de serie de su clase de fragatas. Fue puesta en gradas en 1956, botada en 1959 y asignada en 1960. Fue retirada y desguazada.

## Historia
La clase Rothesay, ordenada en 1955, comprendió, además de la Rothesay, a otras ocho fragatas: Yarmouth, HMS Lowestoft, Brighton, Londonderry, Falmouth, Berwick, Plymouth y Rhyl.
Construida por Yarrow & Co. Ltd. en Scotstoun, Escocia, fue puesta en gradas el 6 de noviembre de 1956, botada el 9 de diciembre de 1957 y asignada el 23 de abril de 1960.
Tenía una eslora de 2560 t de desplazamiento, 112,7 m de eslora, 12,5 m de manga y 3,9 m de calado; propulsión de dos turbinas de engranajes (potencia 30 000 shp, velocidad 29 nudos); 1 lanzador (1×4) Sea Cat, 2 cañones de 115 mm, 2 cañones de 40 mm, 1 mortero antisubmarino (1×3) y 12 tubos lanzatorpedos de 533 mm.
La Rothesay finalizó su vida operativa siendo desguazada en 1988.